# Puertollano
Puertollano er en by og kommune i det sydlige centrale Spanien i provinsen Ciudad Real. Den har et indbyggertal på 45.195 (2024) indbyggere.